# Ernest August de Hannover (duc de Cumberland)
Ernest August de Hannover, duc de Cumberland (Hannover 1845 - Gmunden, Àustria 1923) va ser príncep de Hannover i del Regne Unit amb el tractament d'altesa reial. Arran de la mort del seu pare esdevingué cap de la casa reial dels Hannover fins a la seva mort. Fou conegut pel títol de duc de Cumberland que ocupava com a príncep del Regne Unit que era.
Nascut al Palau Reial de Hannover el dia 21 de setembre de 1845 era fill del rei Jordi V de Hannover i de la princesa Maria de Saxònia-Altenburg. Ernest August era net per via paterna del rei Ernest August I de Hannover i de la duquessa Frederica de Mecklenburg-Strelitz mentre que per via materna ho era del duc Josep I de Saxònia-Altenburg i de la princesa Amàlia de Württemberg. Ernest August era besnet per línia directe del rei Jordi III del Regne Unit.
L'any 1851 esdevingué príncep hereu de Hannover arran de la mort del rei Ernest August I de Hannover i de l'ascens al tron del rei Jordi V de Hannover.
Com a conseqüència de la política empresa pel rei Guillem I de Prússia i del canceller Otto von Bismarck i de l'aliança hannoveriana amb l'emperador d'Àustria, els Hannover perderen les seves possessions al nord d'Alemanya l'any 1866.
El rei Jordi V de Hannover, la seva muller i el príncep Ernest August s'instal·laren a Viena on foren acollits per l'emperador Francesc Josep I d'Àustria. Els Hannover compraren una immensa finca de més de 5.000 hectàrees a l'Alta Àustria a prop del llac de Gmunden. La finca de Gmunden es convertiria amb el pas del temps la principal residència de la família i seria el quarter general del duc de Cumberland.
L'any 1878 moria a Gmunden el rei Jordi V de Hannover i immediatament el duc de Cumberland es convertia en dipositari dels drets històrics de la Casa de Hannover i era elevat a la dignitat de membre de l'Orde de la Garrotera per la reina Victòria I del Regne Unit.

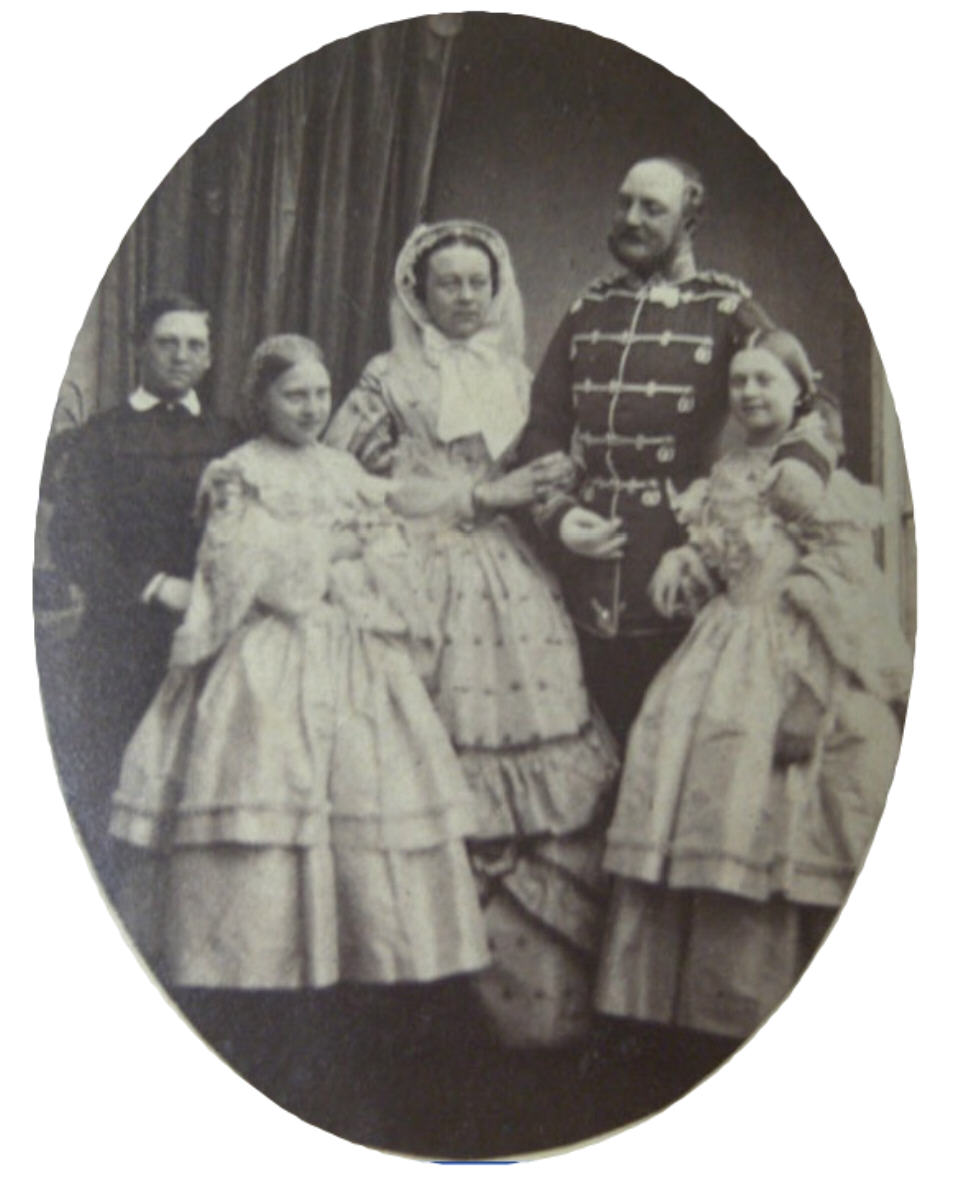
Família Hannover

El dia 22 de desembre de 1878, el duc de Cumberland es casava amb la princesa Thyra de Dinamarca, filla del rei Cristià IX de Dinamarca. El matrimoni celebrat a Copenhaguen permetia l'entrada dels Hannover a la més selecte reialesa, ja que convertia al duc de Cumberland en cunyat del rei Eduard VII del Regne Unit, del tsar Alexandre III de Rússia, del rei Frederic VIII de Dinamarca i del rei Jordi I de Grècia.
La parella s'establí a la finca propera al llac de Gmunden i tingué sis fills:
- SAR la princesa Maria Lluïsa de Hannover, nada a Gmunden el 1879 i morta al Castell de Salem el 1948. Es casà amb el príncep Maximilià de Baden.

- SAR el príncep Jordi Guillem de Hannover, nat a Gmunden el 1880 i mort en un accident automobilístic a Brandenburg el 1912.

- SAR la princesa Alexandra de Hannover, nada a Gmunden el 1882 i morta a Glücksburg el 1963. Es casà amb el gran duc Frederic Francesc IV de Mecklenburg-Schwerin.

- SAR la princesa Olga de Hannover, nada a Gmunden el 1884 i morta a la Hubertihaus, prop de Gmunden, el 1954.

- SAR el príncep Cristià Frederic de Hannover, nat a Gmunden el 1885 i mort el 1901.

- SAR el duc Ernest August de Hannover, nat a Viena el 1887 i mort a Hannover el 1953. Es casà amb la princesa Victòria Lluïsa de Prússia.

L'any 1884 moria a Brusnvic el duc sobirà Guillem VIII de Brunsvic sense descendència. El duc de Cumberland, cosí del duc de Brusnvic, es proclamà hereu al ducat i pretengué exercir-ne la seva sobirania. Malgrat aquest fet, Prússia mai acceptà aquest fet i no permeté el retorn dels Hannover.

El tema del ducat de Brusnvic sumat a la pèrdua l'any 1866 del tron de Hannover i de la retenció de la fortuna dels Hannover per part de Prússia, feu que l'enemistat entre el duc de Cumberland i el rei de Prússia fos pública i notòria.

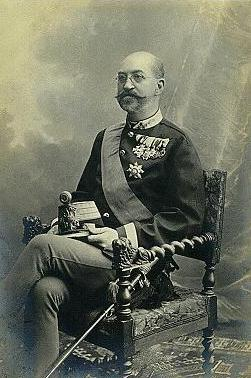
El príncep Ernest August de Hannover, duc de Cumberland

L'any 1913, però, el príncep Ernest August de Hannover es comprometé amb la princesa Victòria Lluïsa de Prússia, filla petita del kàiser Guillem II de Prússia. La unió entre el príncep hereu dels Hannover i la princesa de la Casa de Hohenzollern provocà la reconciliació entre les dues cases germàniques. En els acords prematrimonials s'establia que: 1)El duc de Cumberland renunciava a la sobirania sobre el regne de Hannover i el ducat de Brunsvic. 2) El kàiser Guillem II de Prússia retornava la fortuna dels Hannover al duc de Cumberland. 3) El kàiser donava el ducat de Brunsvic al fill del duc de Cumberland. 4) Tant el duc de Cumberland com el duc de Brunsvic eren elevats al rang de generals de l'exèrcit prussià.
Malgrat tot, la derrota alemanya durant la Primera guerra mundial provocà la conversió de l'Imperi en república i la pèrdua del tron de Brunsvic. A més a més, a conseqüència del posicionament dels Hannover en favor d'Alemanya, el rei Jordi V del Regne Unit retirà els títols de prínceps del Regne Unit i el tractament d'alteses reials als prínceps de la Casa de Hannover. L'any 1919, Ernest August es veia privat d'utilitzar el títol de duc de Cumberland.
Ernest August morí a l'edat de 78 anys a la seva finca de Gmunden.